# Edmond Huguet
Edmond Huguet (* 19. Juni 1863 in Le Blanc; † 21. März 1948 in Paris) war ein französischer Romanist und Lexikograf.

## Leben und Werk
Huguet war Schüler der Ecole Normale, bestand 1887 die Agrégation und wurde Gymnasiallehrer in Châteauroux und Paris. 1894 habilitierte er sich mit den beiden Schriften Etude sur la syntaxe de Rabelais comparée à celle des autres prosateurs de 1450 à 1550 (Paris 1894) und Quomodo Jacobi Amyot sermonem quidam Audiguier emendaverit (Paris 1894). Er wurde Maître de conférences und 1901 Professor für Grammatik und Philologie in Caen. 1910 wurde er Maître de conférences für die Geschichte der französischen Sprache in Paris, ab 1921 außerordentlicher Professor, ab 1923 Ordinarius. Sein großes Werk ist der Dictionnaire de la langue française du seizième siècle in 7 Bänden (Paris 1925–1967).

## Weitere Werke
- (Hrsg.) Henri Estienne, La prévalence du langage françois, Paris 1896
- Les métaphores et les comparaisons dans l'oeuvre de Victor Hugo. Le sens de la forme dans les métaphores de Victor Hugo ; La couleur, la lumière et l'ombre dans les métaphores de Victor Hugo, 2 Bde., Paris 1904/1905
- Petit glossaire des classiques français du dix-septième siècle contenant les mots et locutions qui ont vieilli ou dont le sens s'est modifié, Paris 1907
- Le Langage figuré au seizième siècle, Paris 1933
- L'évolution du sens des mots depuis le XVIe siècle, Genf 1934, 1967
- Mots disparus ou vieillis depuis le XVIe siècle, Genf 1935, 1967